# Rapphöns
Rapphöns (Perdix) är ett släkte med fåglar i familjen fasanfåglar inom ordningen hönsfåglar. Släktet omfattar tre arter som förekommer från Europa till Tibet och Manchuriet:
- Tibetrapphöna (P. hodgsoniae)
- Stäpprapphöna (P. dauurica)
- Rapphöna (P. perdix)